# Chrysis viridula
Chrysis viridula is een vliesvleugelig insect uit de familie van de goudwespen (Chrysididae). De wetenschappelijke naam is gepubliceerd in 1761 door Linnaeus.